# 科羅拉多笛鯛
科羅拉多笛鯛，為輻鰭魚綱鱸形目鱸亞目笛鯛科的其中一種，分布於東太平洋區，從美國加州南部至巴拿馬海域，棲息深度可達70公尺，體長可達91公分，棲息在堅硬底質海域，單獨活動，屬肉食性，以魚類、無脊椎動物為食，可做為食用魚。

## 擴展閱讀
維基物種上的相關：科羅拉多笛鯛